# Fraxinus chiisanensis
Fraxinus chiisanensis — вид квіткових рослин з родини маслинових (Oleaceae).

## Опис
Fraxinus chiisanensis — листопадне дерево.

## Поширення
Місцем ареалу цього виду є Південна Корея.
Населяє ліси, особливо вздовж гірських річок; на висотах від 600 до 1400 метрів; вид сильно фрагментований.

## Використання
Молоде листя можна вживати в їжу; воно м'якше і менш гірке, ніж старе листя. Деревина використовується для будівельних матеріалів, матеріалів для ремесел.